# Friedrich Julius Richelot
Friedrich Julius Richelot (1808-1875) va ser un matemàtic alemany, conegut per haver demostrat la construcció amb regle i compàs del polígon regular de 257 costats.

## Vida i Obra
Va estudiar a la universitat de Königsberg en la qual va ser l'alumne preferit de Jacobi. Quan Jacobi va ser destinat a la universitat de Berlín el 1845, Richelot el va substituir com a director del departament de matemàtiques, que va supervisar fins a la seva mort el 1875.